# Київський бензотрамвай

В депо

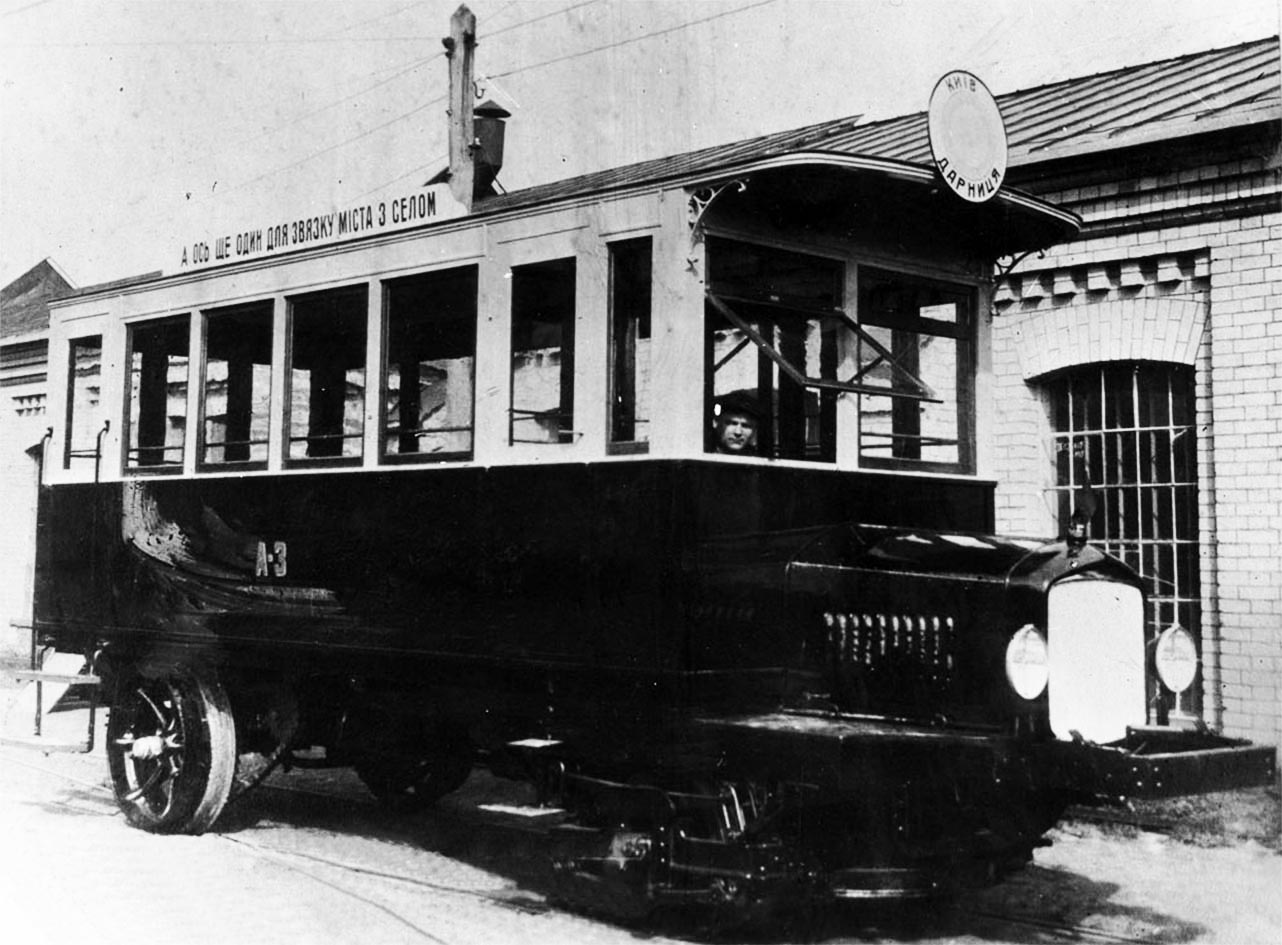

Вантажний потяг

Да́рницький мо́тотрамвай (Слобідський мототрамвай, Київський бензотрамвай, розм. Примус) — трамвай з тягою на бензинових двигунах, який з'єднав Київ та селища на лівому березі Дніпра (на той момент — адміністративно належали до Чернігівської губернії). Рух на трамвайній лінії було відкрито 25 квітня (8 травня) 1912 року на ділянці Передмостова слобідка — Микільська слобідка (поблизу нинішньої станції метро «Лівобережна») — Дарниця (на північ від однойменної залізничної станції). У 1913 році трамвайна лінія була продовжена до Броварів. У 1920—1925 роках лінія не працювала через руйнування мостів через Дніпро. У 1934 році лінію електрифікували. Рух на трамвайній лінії було припинено у вересні 1941 року, після війни — не відновлювався.

## Історія
Ідея сполучення трамвайною лінією селищ на лівому березі Дніпра з Києвом виникла в кінці XIX століття. На той час регулярне пасажирське сполучення на цьому напрямку виконувалося тільки пароплавами, пасажиропотік досягав 1,5 тис. осіб в будні дні і до 5 тис. — у вихідні та святкові.
У початку 1908 року інженер шляхів сполучення Валерій Тимченко звернувся до Міністерства внутрішніх справ за дозволом на отримання концесії на спорудження кінно-залізничної колії між Києвом, Дарницею і Броварами по Чернігівському (Броварському) шосе, набережній в Києві, по Миколаївському ланцюговому і Русанівському мостах. Пізніше кінну тягу пропонувалося замінити електричної. Дозвіл на будівництво було отримано навесні 1910 року, будівництво почалося восени того ж року.
Навесні 1911 роки для споруджуваної трамвайної лінії Валерій Тимченко отримав дозвіл на використання бензиномоторних вагонів замість кінної тяги. Восени того ж року Тимченко отримав дозвіл на будівництво і експлуатацію мототрамвайного депо в районі Микільської слобідки. Трамвайний рух на лінії на ділянці Передмостова слобідка — Микільська слобідка — Дарниця було відкрито 25 квітня (8 травня) 1912 року. В якості рухомого складу використовувалися вагони з бензиномоторною тягою, придбані за кордоном.
16 (29) жовтня трамвайну лінію продовжили через Дніпро по Русанівському і Ланцюговому мостам до Церкви Різдва (зараз — Поштова площа).
Навесні 1913 року розпочалося будівництво продовження трамвайної лінії від Микільської слобідки до Броварів, відкрили рух по цій лінії через рік після запуску ділянки через Дніпро — 15 (28) жовтня 1913 року.
Восени 1916 року щоденний пасажиропотік на лінії становив близько 12 тис. осіб. Експлуатувало трамвайну лінію «Акціонерне товариство Києво-Броварської з гілкою на Дарницю мототрамвая» (частіше вживалася назва — «Дарницький трамвай», засновниками товариства були Валерій Тимченко і Семен Могильовцев (після смерті останнього в 1917 році акціями товариства володів київський купець 1-ї гільдії Товій Апштейн).
Бензиномоторний трамвай пропрацював до літа 1920 року, рух було припинено внаслідок підриву відступаючими польськими військами мостів через Дніпро.
Відновлення роботи бензомоторного трамвая відбулося 10 травня 1925 року після зведення моста імені Євгенії Бош (на опорах, що залишилися від Ланцюгового мосту) і відновлення Русанівського моста.
У травні-вересні 1926 року проведена електрифікація лінії від Поштової площі до Микільської слобідки. Тоді ж лінія була організаційно об'єднана з міською трамвайної мережею. Навесні 1926 року Микільсько-Слобідському (Дарницькому) мототрамвайному парку було присвоєно ім'я Фрунзе. Рух відновленою та перебудованою лінією від Микільської слобідки до Броварів було урочисто відкрито 20 листопада 1926 року. У перші ж дні роботи маршрут в Бровари перевозив щодня близько 2,5 тис. пасажирів.
При перенумерації міських трамвайних маршрутів наприкінці 1926 року маршрути колишнього Дарницького трамвая отримали номери:
- № 14 «Поштова площа — Микільська слобідка» (6,025 км);
- № 15 «Микільська слобідка — Дарниця» (4,202 км);
- № 16 «Микільська слобідка — Бровари» (13,656 км)[14].

Роботи з електрифікації інших ділянок проводилися починаючи з першої половини 1932 року, навесні 1933 року було відкрито прямий електрифікований маршрут від Поштової площі до Дарниці, а близько 10 листопада 1934 року — відкрито рух по електрифікованій лінії до Броварів. З цього часу на лініях колишнього Дарницького мототрамвая здійснювалося тільки рух електричних трамваїв.
30 квітня 1936 року було введено в експлуатацію ділянку до Дарницького вагоноремонтного заводу (ДВРЗ).
Станом на 1936 рік на лівобережжі працювало чотири трамвайні маршрути:
- № 14 «Поштова площа — Дарниця»;
- № 23 «Микільська слобідка — Бровари»;
- № 24 «Дарниця — Вагоноремонтний район»;
- № 25 «Поштова площа — Микільська слобідка»[15].

Рух лінією було припинено у вересні 1941 року після підриву мостів через Дніпро під час відступу Червоної армії, після війни — не відновлювали.
Трамвайну лінію на лівий берег проклали по побудованій в 1953 році мосту імені Патона.
Після війни лінії і депо колишнього бензотрамвая не відбудовували. Перший час ангари Слобідського депо стояли в руїнах, пізніше там облаштували шкірно-венерологічний диспансер. Частина території була виділена для ринку, а на місці в'їзду в депо побудований будинок. Відбудували лише лінію по Набережній (1953–2011) і лінію на ДВРЗ (частково, 1959).
Станом на 2017 рік лінії довоєнної мережі повторює тільки трамвайна лінія по Празькій вулиці.